# Australian Journal of Botany
Australian Journal of Botany (zapis skrócony: Austral. J. Bot.) – recenzowane, międzynarodowe czasopismo naukowe publikujące artykuły oryginalne, czasem przeglądowe na tematy związane z botaniką, w szczególności prace dotyczące szaty roślinnej Australii. Nie specjalizuje się ani w żadnej szczególnej dziedzinie botanicznej, ani w grupie systematycznej roślin.
Od 1953 roku, kiedy rozpoczęto wydawanie czasopisma, ukazało się 55 roczników. W roku 2006 Impact factor wynosił 0,940. Z kolei według punktacji polskiego Ministerstwa Nauki i Szkolnictwa Wyższego ma 27 punktów. Na stronie internetowej wydawnictwa publikowane są spisy treści wszystkich wydań wraz z abstraktami publikacji. Istnieje możliwość zakupu poszczególnych artykułów.